# Кам'яні гриби

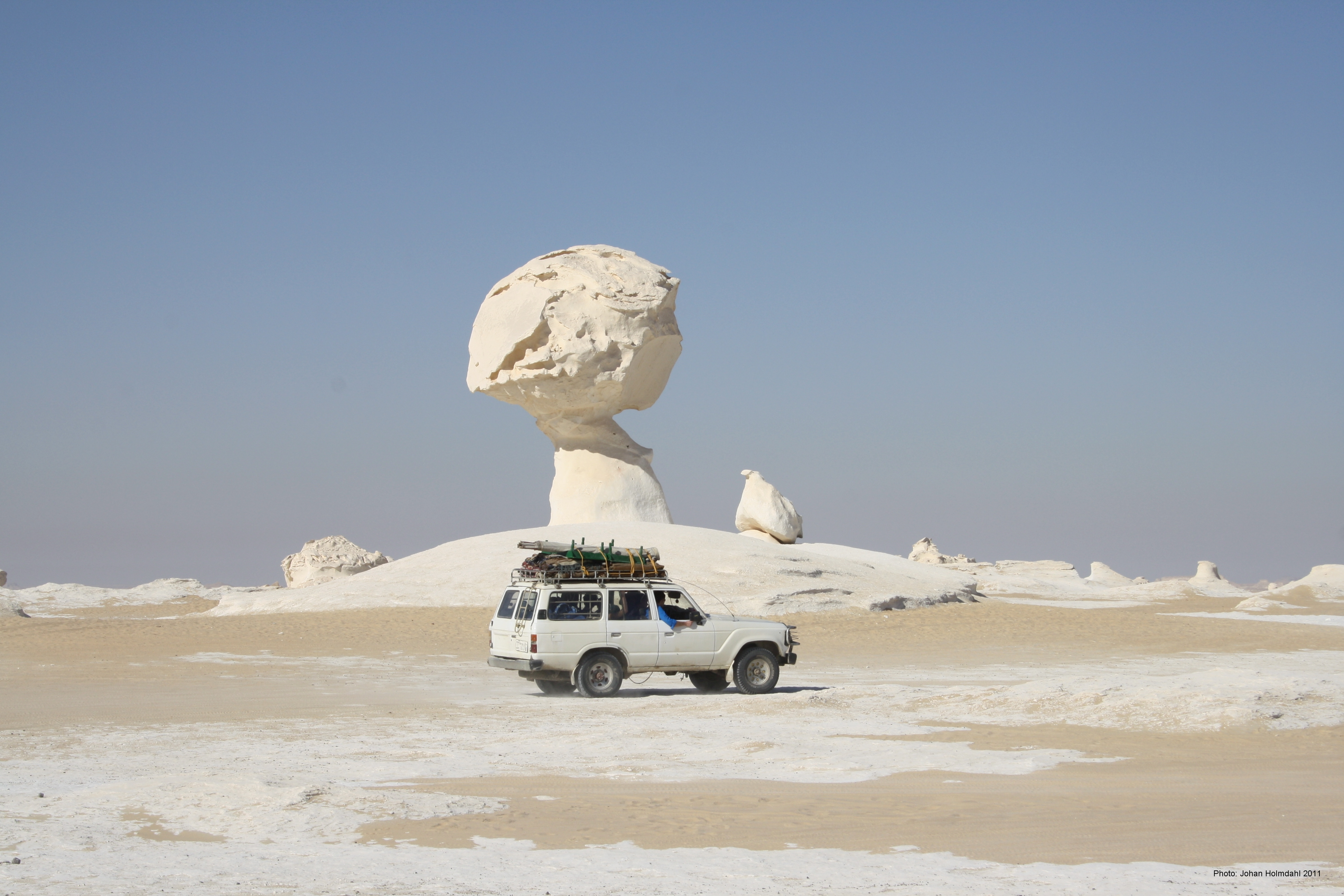
Гриб еолового походження, Біла пустеля, Єгипет.

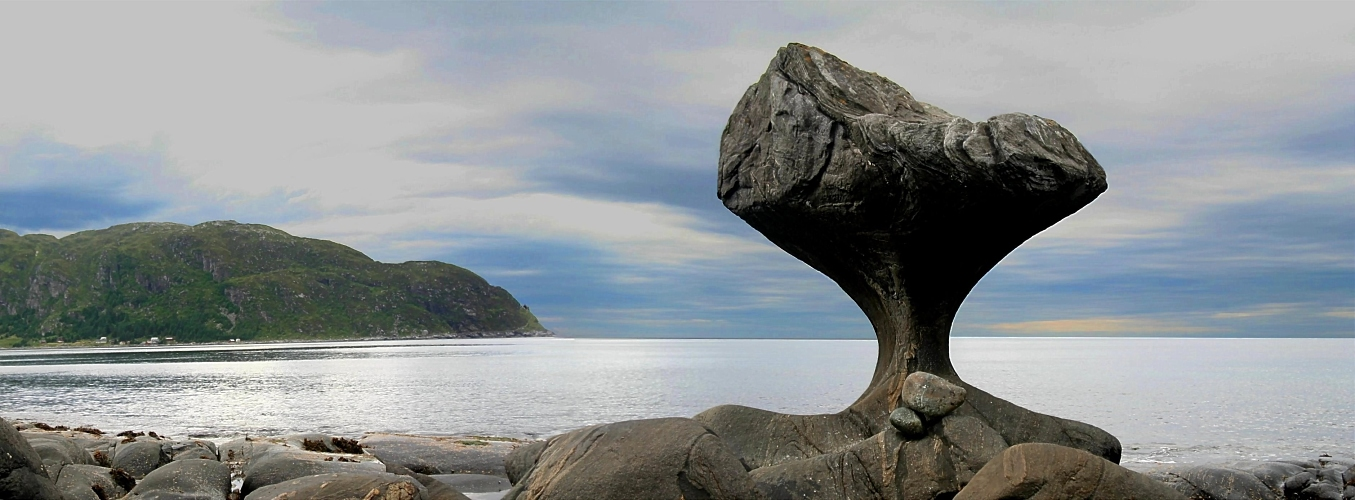
Кам'яний гриб Kannestein, утворений прибоєм. Вогсьой, Норвегія.

Кам'яні гриби — останці у формі гриба. Механізм утворення грибів може бути різним:  ерозія, вивітрювання, дія льодовиків (див. льодовиковий стіл),  розчинення навколишньої породи. Кам'яні гриби зустрічаються в багатьох країнах. В Україні, на південному березі Криму існує природний парк «Кам'яні Гриби» в долині річки Сотера.

## Кам'яні гриби Криму
Неподалік від Алушти, у долині річки Сотера знаходиться пам'ятка природи — урочище «Кам'яні гриби», якому надано статус заповідника.
Місцеві кам'яні гриби походять з верхньоюрського періоду. Всього тут на сьогодні є три «гриби» — найвищий гриб заввишки 7 м, середній — 3 м, найменший — 2 м.
Ніжки грибів складені з червонуватої порівняно менш твердої глини, а капелюхи — із сіро-бурої і більш твердої, ніж матеріал ніжок, глини. Кам'яні капелюшки мають діаметр 2 м і товщину півметра.

### Галерея кам'яних грибів Криму (Сотера (балка і річка))

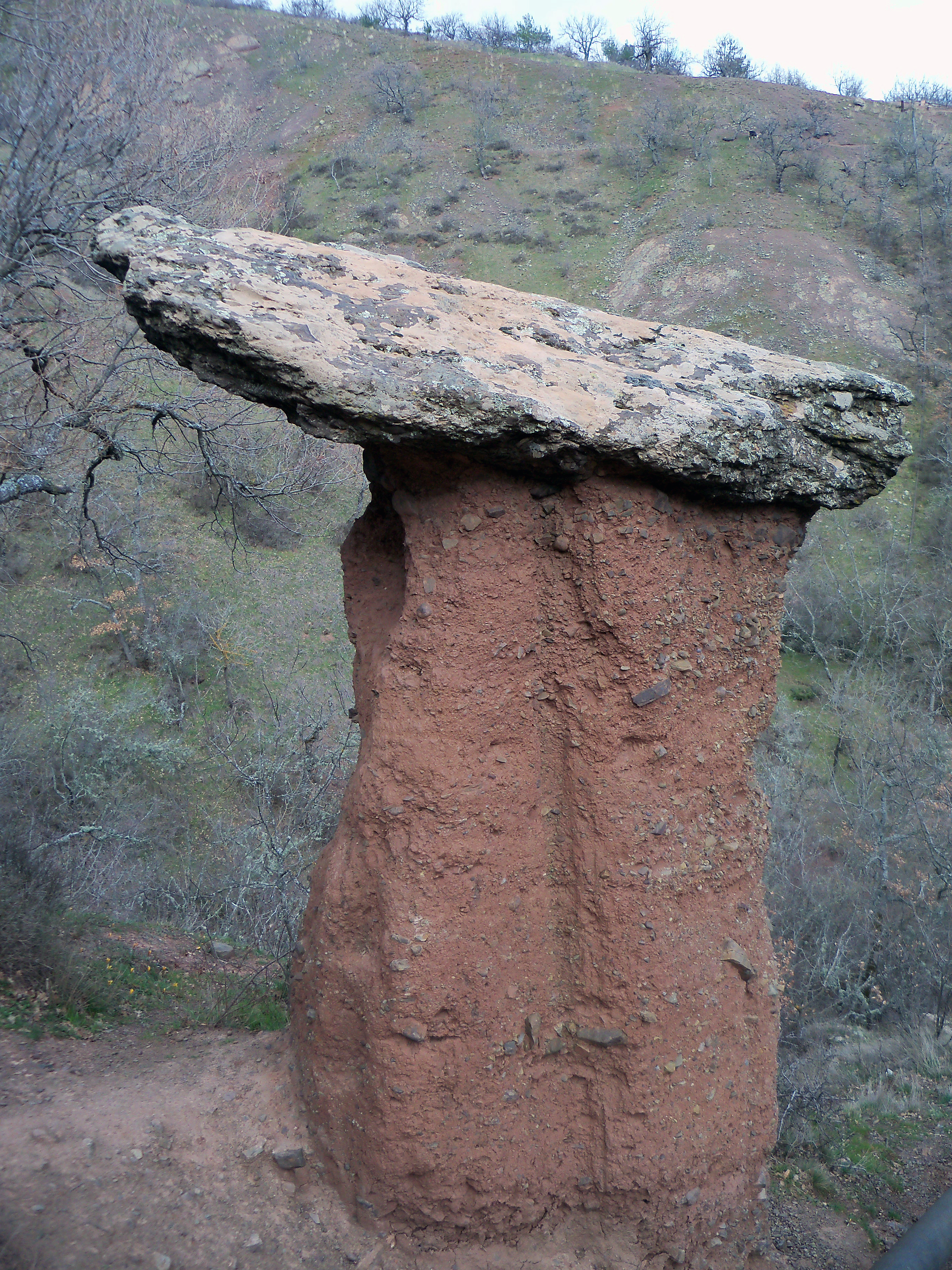
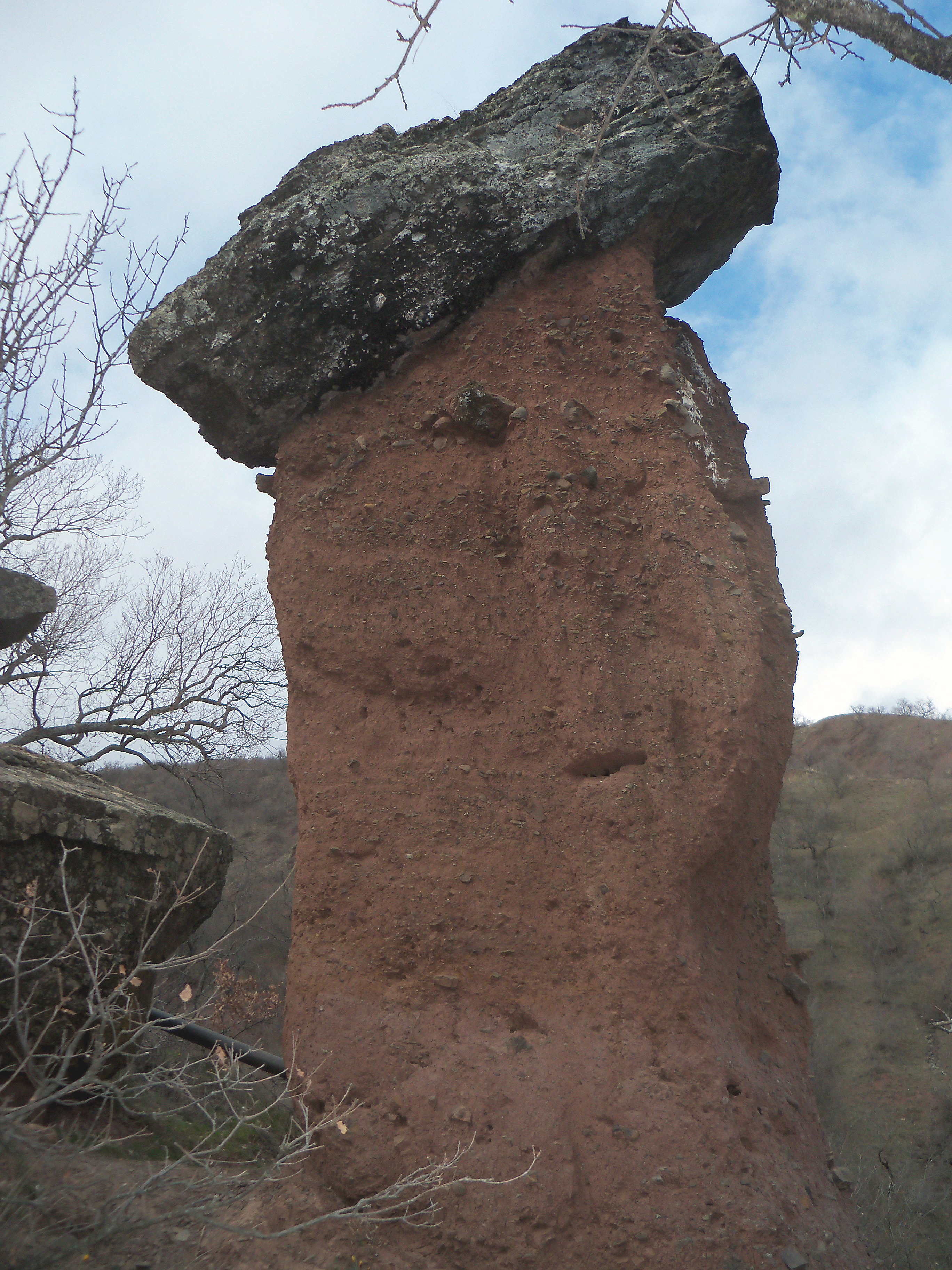
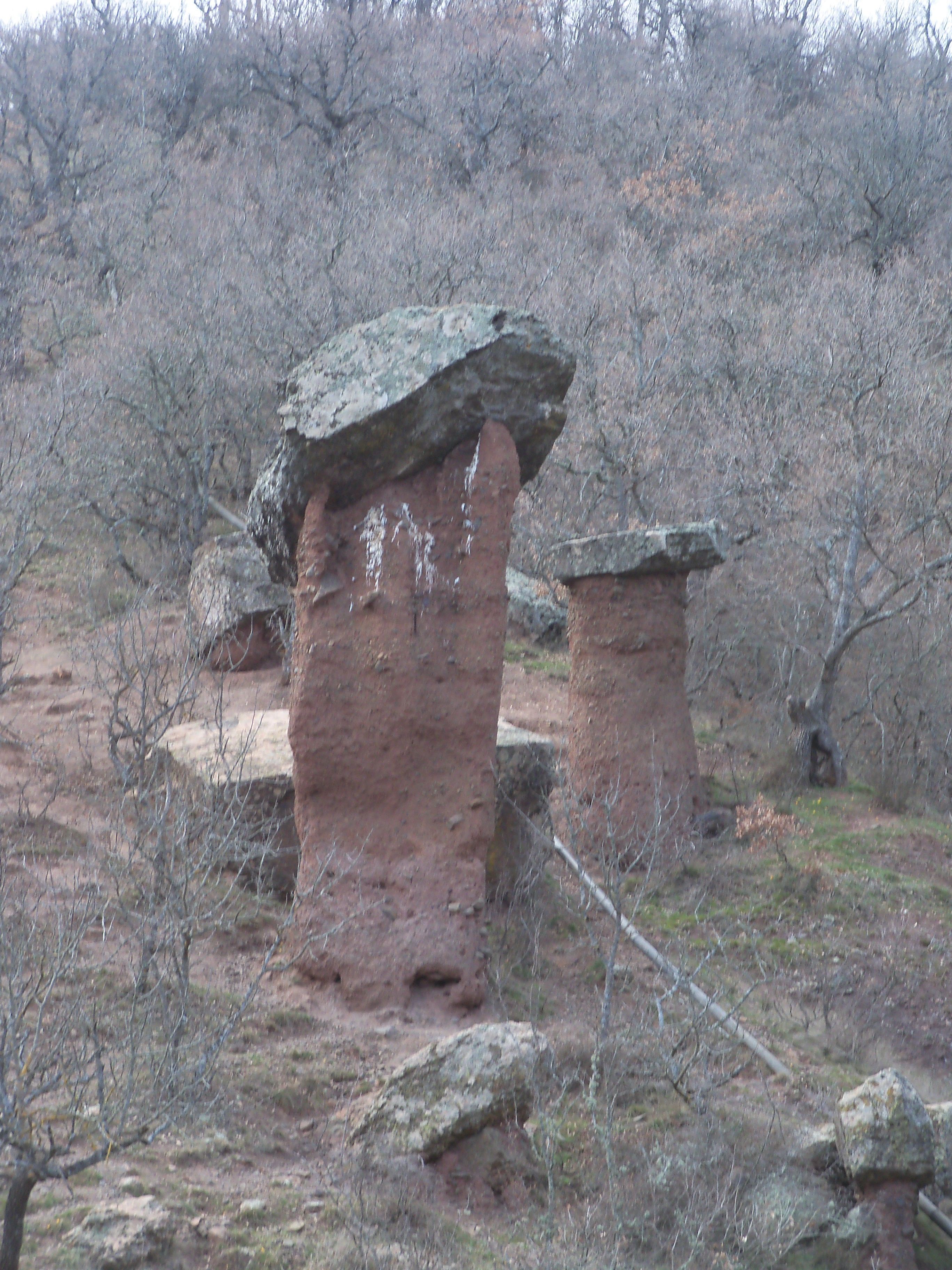